# Ad Knippels
Ad Knippels (31 juli 1971) is een Nederlands acteur, stemacteur en voorlezer van luisterboeken.

## Biografie
Ad Knippels studeerde in 1997 af aan de Amsterdamse Toneelschool te Amsterdam.

## Musical
In 1998 speelde hij in de theaterversie van Trainspotting, in het seizoen 1999/2000 had hij een rol in Ja Zuster Nee Zuster, in het seizoen 2007/08 was hij afwisselend Meester Bruijs, Hoofdinspecteur Muysken en Vader Frans Vrijmoeth in Ciske de Rat, in 2009/10 speelde hij de rol van Harry Buis in Mamma Mia!, in 2011/12 had hij de rol van Jules in When Harry Met Sally, in 2014/15 had hij de rol van Kapitein Georg von Trapp in The Sound of Music, in 2016/17 was hij Meester Bruijs in Ciske de Rat.
In 2009 was hij de laureaat van de John Kraaijkamp Musical Award Beste mannelijke bijrol in een kleine musical, een onderscheiding die hij kreeg voor zijn rol in Spring Awakening, een productie van M-Lab.
In 2012 speelde hij een van de hoofdrollen in Grand Hotel, dat werd gespeeld in het Hotel Sofitel Legend the Grand in Amsterdam.
In 2018 was Ad Knippels te zien in de musical The Full Monty en in de reprise van The Bridges of Madison County.
In 2019 was hij te zien in de musical Fun Home.
In 2019-2020 speelde hij de rol van Vlad in de musical Anastasia in het Circustheater.
In 2021-2022 vertolkte hij diverse rollen in Come from Away, waarvoor hij genomineerd was voor een Musical Award in de categorie Beste mannelijke hoofdrol in een kleine musical. 
In juli en augustus 2022 speelde hij Mendel in de musical Falsettos. 
In 2023 keerde hij terug in Spring Awakening.
Tussen 2023 en 2024 speelde hij Willy Alberti in Pavarotti Meets Alberti, zowel op tour als op de Parade.
Vanaf het najaar 2024 tot en met 16 maart 2025 speelde hij de hoofdrol in de musical Eiffel de Musical als Gustave Eiffel. In de zomer van 2025 speelt hij de rol van Minister van Maanen in 1830 (musical) in België.

## Film en televisie

### Televisieserie
In 1997 had Knippels hoofdrollen in twee verhalen van de serie 12 steden, 13 ongelukken. Gastrollen die hij speelde waren onder meer in Baantjer uit 2005, Spoorloos verdwenen uit 2006, Levenslied uit 2013. Een bijrol in de film was er in Het bombardement van Ate de Jong uit 2012. In 2017 speelde hij een rol als een van de twee inspecteurs in de televisieserie Klem van Frank Ketelaar. Knippels was ook te zien in de eerste 2 seizoenen van Dokter Tinus.

### Film
Knippels speelde een hoofdrol in de film Liefde en Geluk van Minne Kavoulis. Ook speelde Knippels in de film uit 2007 waarin hij Max in de langspeelfilm Alles is Liefde van Joram Lürsen speelde.

### Stem
In 2016 deed Ad Knippels de stem van Peter Moosebridge in de film Zootropolis, overige stemmen in de film Pixie en de Pakjesbezorger en Clank in de film Ratchet & Clank. In 2017 deed Ad Knippels in Cars 3 de stem van Ray Raverham. In 2018 deed Knippels de stem van Victor Cachet in de film Incredibles 2 en de stem van William Weatherall Wilkins in de film Mary Poppins Returns. In 2019 deed Knippels de stem van de Spreekstalmeester in de film Dumbo. Van 2014 tot 2018 deed Knippels de stem van Gar Saxon in de animatieserie Star Wars Rebels. Sinds 2019 doet hij de stem van Magnus Finke in Draken: Reddingsrijders. In 2021 deed Knippels de Nederlandse stem van Peter Isherwell in de Amerikaanse live-action Netflix-film Don't Look Up. In 2023 sprak Knippels de stem in van Dr. Fry voor de Netflix-animatiefilm Chicken Run: Dawn of the Nugget. Ook doet Knippels tegenwoordig de voice-over in de televisieserie Pokémon, en was hij de voice-over in Star Wars: Visions.
In 2012 speelde hij Flynn in Skylanders